# Governatore del Chihuahua
Il Governatore del Chihuahua è il governatore dello stato federato messicano del Chihuahua.